# Tony Esposito (Eishockeyspieler)
Anthony James „Tony“ Esposito (* 23. April 1943 in Sault Ste. Marie, Ontario; † 10. August 2021) war ein kanadisch-US-amerikanischer Eishockeytorwart, -funktionär und -scout italienischer Abstammung. Im Verlauf seiner aktiven Karriere bestritt er zwischen 1968 und 1984 unter anderem 985 Spiele für die Canadiens de Montréal und Chicago Black Hawks in der National Hockey League (NHL). Esposito, der im Jahr 1969 in Diensten der Canadiens de Montréal den Stanley Cup gewann, gehörte insbesondere in den 1970er-Jahren zu den besten Spielern auf seiner Position und erhielt in dieser Zeit zahlreiche Auszeichnungen, darunter dreimal die Vezina Trophy als bester Torhüter der Liga. Im Jahr 1988 wurde er aufgrund seiner Leistungen in die Hockey Hall of Fame aufgenommen. Sein Bruder Phil war ebenfalls professioneller Eishockeyspieler.

## Karriere
Die Chicago Black Hawks zahlten $30.000 an die Canadiens de Montréal, um einen Nachwuchstorwart zu verpflichten. Als dieser am Ende der Saison in 15 Spielen seinen Kasten sauber gehalten hatte, war dieser Nachwuchstorwart zu einem echten Star geworden. Nur George Hainsworth hatte 1929 mehr Shutouts geschafft. Mit seiner ungewöhnlichen Art zu spielen, war er einer der besten Torhüter der NHL. Er perfektionierte den „Butterfly-Style“ und vertrat Kanada in der Summit Series 1972. „Tony O“ schaffte es in seinen 15 Jahren mit den Hawks nicht, den Stanley Cup zu gewinnen, und kann nur auf einen Cup-Gewinn 1969 als Ersatztorwart in Montréal zurückblicken. Nach Annahme der US-amerikanischen Staatsbürgerschaft spielte Esposito für die Auswahl der USA um den Canada Cup 1981.
1988 wurde Esposito mit der Aufnahme in die Hockey Hall of Fame geehrt. Er verstarb am 10. August 2021 an den Folgen von Bauchspeicheldrüsenkrebs.

## Erfolge und Auszeichnungen
| - 1965 NCAA-Division-I-Championship mit der Michigan Technological University - 1965 NCAA All-Tournament Team - 1965 WCHA Goaltending Champion - 1965 WCHA First All-Star Team - 1965 NCAA West First All-American Team - 1966 WCHA Goaltending Champion - 1966 WCHA First All-Star Team - 1966 NCAA West First All-American Team - 1967 WCHA Goaltending Champion - 1967 WCHA First All-Star Team - 1967 NCAA West First All-American Team - 1969 Stanley-Cup-Gewinn mit den Canadiens de Montréal - 1970 Teilnahme am NHL All-Star Game - 1970 Calder Memorial Trophy - 1970 Vezina Trophy | - 1970 NHL First All-Star Team - 1971 Teilnahme am NHL All-Star Game - 1972 Teilnahme am NHL All-Star Game - 1972 Vezina Trophy (gemeinsam mit Gary Smith) - 1972 NHL First All-Star Team - 1973 Teilnahme am NHL All-Star Game - 1973 NHL Second All-Star Team - 1974 Teilnahme am NHL All-Star Game - 1974 Vezina Trophy (gemeinsam mit Bernie Parent) - 1974 NHL Second All-Star Team - 1980 Teilnahme am NHL All-Star Game - 1980 NHL First All-Star Team - 1988 Aufnahme in die Hockey Hall of Fame - 1988 Sperrung der Trikotnummer 35 durch die Chicago Blackhawks - 2005 Aufnahme in die Hall of Fame des kanadischen Sports (als Spieler des kanadischen Teams der Summit Series 1972) |

## Rekorde
- 15 Shutouts in seiner Rookiesaison (1969/70)

## Karrierestatistik

### International
| Vertrat Kanada bei: - Canada Cup 1976 - Weltmeisterschaft 1977 | Vertrat die National Hockey League bei: - Challenge Cup 1979 | Vertrat die USA bei: - Canada Cup 1981 |

(Legende zur Torhüterstatistik: GP oder Sp = Spiele insgesamt; W oder S = Siege; L oder N = Niederlagen; T oder U oder OT = Unentschieden oder Overtime- bzw. Shootout-Niederlage; Min. = Minuten; SOG oder SaT = Schüsse aufs Tor; GA oder GT = Gegentore; SO = Shutouts; GAA oder GTS = Gegentorschnitt; Sv% oder SVS% = Fangquote; EN = Empty Net Goal; 1 Play-downs/Relegation; Kursiv: Statistik nicht vollständig)